# Distretto di Nanxun
Il distretto di Nanxun (南浔区S) è un distretto della Cina, situato nella provincia dello Zhejiang.